# 裁きの門 (小説)
裁きの門（さばきのもん, 英語: Oathbreakers ）は、アメリカの小説家マーセデス・ラッキーによるファンタジー小説。傭兵隊<太陽の鷹>に入隊したシン=エイ=インの女戦士タルマと、魔法の剣<もとめ>を持つ女魔法使いケスリーがレスウェランのお家騒動に巻き込まれる様が描かれる。
本作と『女神の誓い』は、ヴァルデマール年代記上は VOWS AND HONOR 二部作という位置づけだが、日本語訳はそのような体裁はとっていない。

## あらすじ
『女神の誓い』から数年後、<太陽の鷹>に入隊した二人（と一頭）は、それぞれに重要な役目を任せられるようになっていた。ジュカサ国の内乱が終わると、隊長のアイドゥラは隊を離れ、王家に生まれた者として避けられない義務を果たしにレスウェランに赴いた。
しばらく後、アイドゥラの副官スーアンから、アイドゥラからの連絡が途絶えたことを相談された二人は、変装してレスウェラン王宮に潜り込み、王座乗っ取りの陰謀が進行中であることを知った。公文書官ジャドレックを加えた三人はアイドゥラの足取りを追い、偶然にも行方不明となっていた第一王子ステファンセンと出会う。ステファンセンに協力することになった三人は再びレスウェランに向かい、そしてアイドゥラの最期の様子を知る。タルマたちは<鷹の子ら>を呼び集め、ついにラッシャーを捕らえ、ステファンセンを王座に据えることに成功する。

## 主要キャラクター
タルマ（タルマ・シェイナ・タレ=セイドゥリン）
タレ=セイドゥリンの最後の生き残り。カル=エネイドゥラル。鷹のような鋭い顔立ち。<太陽の鷹>の斥候隊をまとめる副隊長。
ケスリー（ケスリヴェリス）
魔法の剣<もとめ>を持つ<白き風>の魔法使い。金色の髪と緑の瞳。<太陽の鷹>の魔法使いや<癒し>に関わる雑多な集団を任されている。
ワール
中性のキリー。タルマと共に斥候隊の一員。
アイドゥラ
<太陽の鷹>隊長。レスウェランの第三王位継承者だったが、王宮を飛び出して傭兵となった。父王の死に伴い、次の王を決めるために国に帰るが、行方不明に。のち、非業の最期を遂げたことが判明する。
ジャドレック
レスウェランの公文書官。若い頃の怪我がもとで足が不自由（歩けないほどではない）。知性に優れ、正直者で知られていて、アイドゥラは彼のことを「父親と同じく、宮廷でただひとりの正直な男」と評していた。
ステファンセン
レスウェランの第一王位継承者。若い頃は放蕩者として知られ、そのため貴族院の票が割れることになった。弟ラッシャーの陰謀により王宮から脱出し、ロアルドの山荘にかくまわれているところに、アイドゥラを探していたタルマらが凍死寸前の状態で運び込まれた。
ラッシャー
レスウェランの第二王位継承者。陰謀により兄ステファンセンを放逐して王座に座った。王家に伝わり、過去に盗まれた<歌う剣>を探しに行くというアイドゥラがステファンセンと共謀していると猜疑し、捕らえて拷問したが、油断からアイドゥラは自殺してしまう。
ロアルド
ヴァルデマールの<使者>。ステファンセンの友人で、王宮から脱出した彼を山荘にかくまう。